# لیزا کاری
لیزا کاری (به انگلیسی: Lisa Curry) زادهٔ ۱۵ مهٔ ۱۹۶۲ میلادی شناگر اهل استرالیا است.